# WRC 4
WRC 4: The Official Game of the FIA World Rally Championship (o WRC 4 para abreviar) es un videojuego de carreras desarrollado por Evolution Studios para PlayStation 2. Es el cuarto juego de rally con licencia oficial del FIA World Rally Championship y Se basa en la temporada WRC de 2004   .

## Jugabilidad
En una carrera rápida, el jugador jugará una etapa seleccionada al azar con un coche y un conductor seleccionados al azar. Durante la carrera, el jugador tendrá que vencer una contrarreloj (aunque esto no es necesario para avanzar en el juego). El objetivo de tiempo se basará en la clasificación de tiempo del 1.er lugar. Si se bate, el mejor momento será el nuevo tiempo objetivo para vencer. El modo Campeonato le permite al jugador jugar durante la temporada 2004 WRC. El jugador debe jugar a través de este modo basado en el calendario de la vida real, siguiendo el calendario de la temporada 2004 WRC. El modo Campeonato termina cuando se juegan los 16 rallies, pero el jugador puede dejar de jugar después de cualquier etapa, porque el juego se guarda después de que se termina cada etapa. El jugador puede jugar las seis etapas en un rally, pero normalmente el jugador tendrá que comprar la etapa para jugar en otros modos.
El Pro Driver Challenge es un modo de carrera en el que el jugador asume el papel de un novato que debe comenzar desde la débil clase Super 1600 y debe completar una serie de tareas para ingresar a la clase WRC. En el Desafío Súper Especial, el jugador jugará contra un oponente generado por la IA en todos los cursos de SSS en el orden alfabético del país en lugar de la cronología de la temporada. En un solo rally, el jugador jugará las seis etapas en un rally seleccionado. El modo de pista de prueba permite al jugador practicar sus habilidades de conducción o participar en pruebas de rally similares a las pruebas de licencia de la serie Gran Turismo.

## Recepción
El juego recibió "revisiones generalmente favorables" según el sitio web de agregación de reseñas Metacritic. En Japón, donde el juego fue portado y publicado por Spike el 7 de abril de 2005, [cita requerida] Famitsu le dio una puntuación de los cuatro ochos para un total de 32 de 40.